# ই
ইは、ベンガル文字の３番目の文字、母音である。

## 概要
/i/と発音する。子音と組み合わさる時は「ি」を使う。前舌母音である。

## その他の形式
マイティリー語にはこの文字をもとにした𑒃()という文字が存在する。

## 符号位置
| 文字 | Unicode | JIS X 0213 | 文字参照        | 発音 |
| ---- | ------- | ---------- | --------------- | ---- |
| ই    | U+0987  | ‐          | &#x987; &#2439; | /i/  |
| ি     | U+09BF  | ‐          | &#x9BF; &#2495; | -    |